# Formação Ranquil
Formação Ranquil é uma formação sedimentar do Mioceno e do Plioceno situada na Província de Arauco, no centro-sul do Chile, incluindo afloramentos na Ilha Mocha. A formação tem suas maiores espessuras no sudoeste, onde seus sedimentos foram largamente depositados em condições marinhas. Ela se sobrepõe a formações sedimentares inconformadas do Grupo Lebu, do Paleoceno - Eoceno. A formação faz parte do preenchimento da Bacia de Arauco, que é uma bacia sedimentar que se expande até o sul de Concepción.
Os macrofósseis da formação são parecidas aos das Formações Navidad e Lacui, duas formações marinhas próximas do Mioceno.
O suporte da Formação Ranquil é a chamada "discordância principal", que se acredita ter sido gerada por erosão durante uma época de inversão tectônica.
A formação foi determinada pela primeira vez em 1942 por Juan Tavera.

## Unidades
A formação foi subdividida em cinco unidades, sendo a mais baixa composta de arenito e xisto,sendo a segunda mais baixa composta por um conglomerado. A unidade do meio é feita de pedra de lama e arenito maciço. Em alguns lugares, a unidade do meio é sobreposta por uma unidade composta de arenito com finas camadas de conglomerado e arenito que foi bioturbatada. A unidade superior inclui uma breccia e o chamado arenito Huenteguapi. Os sedimentos de arenito huenteguapi evidenciam que um megatsunami atingiu a costa do centro-sul do Chile no Plioceno.,

## Conteúdo fóssil
A Formação Ranquil contém os seguintes traços fósseis: Zoophycos, Contritos, Ficosiphon, Nereites missouriensis, Lockeiasiliquaria, Parataenidium, Ophiomorpha, Rhizocorallium e possivelmente também Psammichnites.